# Lejb-Gwardyjski Pułk Ułanów Jego Wysokości

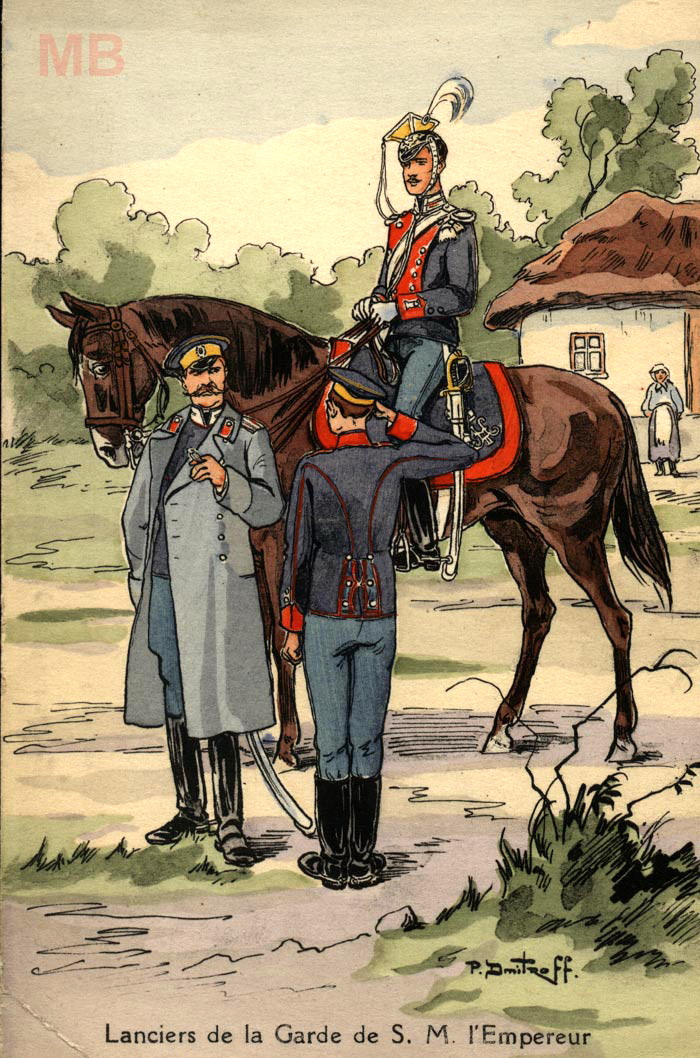
Żołnierz Lejb-Gwardyjskiego Pułku Ułanów Jego Wysokości

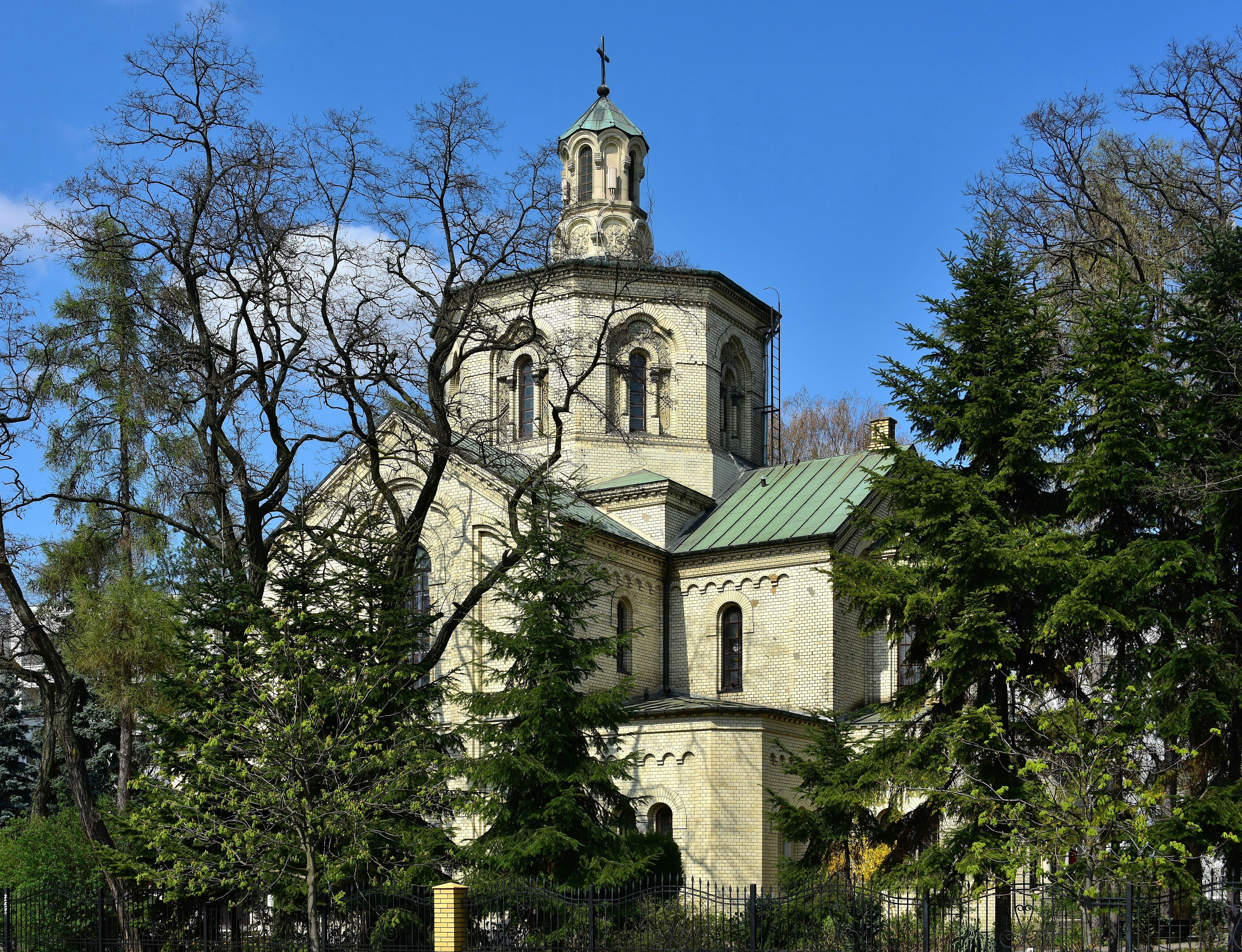
Katedra Świętego Ducha w Warszawie, wzniesiona w 1906 r. jako cerkiew Lejbgwardii Ułańskiego Pułku Jego Wysokości, pod wezwaniem błogosławionego Martyniana

Lejb-Gwardyjski Pułk Ułanów Jego Wysokości (ros. Лейб-гвардии Уланский Его Величества полк) – pułk kawalerii okresu Imperium Rosyjskiego, sformowany 7 grudnia 1817 za panowania cara Aleksandra I Romanowa.
Święto pułkowe: 13 lutego. Dyslokacja w 1914: Warszawa.
Pułk stacjonował w koszarach znajdujących się między ulicami: Myśliwiecką, Szwoleżerów i Czerniakowską.
W okresie od 1 stycznia 1911 do 24 grudnia 1913 pułkiem dowodził gen. mjr Carl Gustaf Mannerheim.

## Podporządkowanie 1 stycznia 1914
- 23 Korpus Armijny (23 АК, 23 армейский корпус), Warszawa
  - Samodzielna Brygada Kawalerii Gwardii, Warszawa
    - Lejb-Gwardyjski Pułk Ułanów Jego Wysokości